# Гранделиус, Нильс
Нильс Гранделиус (швед. Nils Grandelius; род. 3 июня 1993, Лунд, Мальмёхус) — шведский шахматист, гроссмейстер (2010). В 2015 году стал чемпионом Швеции, в 2013, 2016, 2017 и 2018 годах становился призёром. В составе сборной Швеции — участник Олимпиад (2010—2024) и командных чемпионатов Европы (2011—2023). В 2019 году разделил 1-е место с Владиславом Артемьевым на чемпионате Европы.

## Биография
Гранделиус начал играть в шахматы в 5 лет, позже начал заниматься в шахматном клубе Bara Bönder. В 14 лет он выиграл чемпионат Швеции до 21 года, после чего присоединился к клубу Lunds Akademiska Schackklubbs. В 2009 году получил стипендию Мартенса.
В 2008 году разделил 2-е место на чемпионате Европы до 16 лет, также выиграл опен-турнир в Оломоуце, в 2009 году занял 2-е место на том же турнире, выполнив две нормы гроссмейстера. Третью норму выполнил на турнире Bosna International.
В 2010 году занял 3-е место на чемпионате мира до 18 лет, а год спустя выиграл ту же возрастную группу чемпионата Европы. В 2013 году Гранделиус выиграл Grand Europe Open.
В 2015 году Гранделиус выиграл Abu Dhabi Masters. В 2016 году выиграл двухкруговой квалификационный турнир из четырёх человек к Norway Chess, где занял последнее место, набрав 2,5 из 9.
В 2018 году Гранделиус выиграл Bistro Stella Limhamn.
В 2019 и 2021 годах дважды выигрывал турниры Тромсё, в 2020 году выиграл турнир в Копенгагене.
В 2019 году Гранделиус занял 3-е место на Sigeman & Co, в 2023 году разделил 2-4 места. На Кубке мира дошёл до 1/8 финала, в которой проиграл Арджуну Эригайси. Он выбил Михаила Антипова, Бассема Амина и Хайме Сантос Латаса.
Во время матча за звание чемпиона мира 2018 Гранделиус был секундантом Магнуса Карлсена. С 2013 года тренируется с Евгением Агрестом.